# ドイツ・フランス合同旅団
ドイツ・フランス合同旅団、又は、フランス・ドイツ合同旅団（独：Deutsch-Französische Brigade：DFB、仏：Brigade Franco-Allemande：BFA）は、ドイツ連邦陸軍とフランス陸軍との合同部隊。欧州合同軍の指揮下にあったが、2016年7月1日以降フランス第1機甲師団の隷下となっている。

## 歴史
この合同旅団は、1987年、当時のフランス大統領フランソワ・ミッテランと西ドイツ首相ヘルムート・コールとの会談の結果に従って設立された。合同旅団は、1989年10月2日、Jean-Pierre Sengeisen 将軍の指揮下で作戦が可能な状態に入った。1993年、欧州合同軍が設立されると、その中核として編入され、以来、欧州合同軍の一部として、ドイツ・バーデン＝ヴュルテンベルク州のミュルハイム に駐留している。
従来、フランスの部隊がドイツに駐留する一方、ドイツの部隊がフランスに駐留していなかったが、2009年2月にフランス大統領ニコラ・サルコジとドイツ首相アンゲラ・メルケルとが合意した内容に基づき、2010年12月10日、ドイツの歩兵大隊335人がフランスのストラスブール郊外の駐屯地で駐留を開始した。すでに一部は4月から現地に入っていたが、2012年に全体が揃うと、ドイツ提供分は完全編成の大隊サイズである600人規模になっている。ドイツの戦闘部隊がフランスに駐留するのは、第二次世界大戦におけるナチス・ドイツによるフランス占領の後、初めてであり、両国の歴史的な和解・友好・協力を象徴する。
さらに2013年10月31日には、フランスがドナウエッシンゲンに本拠地を置く第110歩兵連隊を2014年に解隊し、文武あわせて1000人規模の人員をドイツから撤収すると発表された。それでもなお4000名のフランス軍の人員が独仏合同旅団に、うち500人ほどがドイツ国内に残存しているが、ドイツの国防大臣トーマス・デメジエールはこの一方的な軍縮に対して遺憾の意を表明した。

## 編成
この合同旅団は、機械化歩兵部隊である。主要な戦闘部隊は、装甲偵察連隊、機械化歩兵連隊、軽歩兵大隊、さらに機械化砲兵大隊である。フランスは、装甲偵察連隊、機械化歩兵を提供し、ドイツは、軽歩兵、機械化砲兵、さらに機械化工兵を提供している。兵站支援部隊および司令部は、両国の混成で編成されている。
- 司令部中隊（混成）
  - 仏軍第3驃騎兵連隊—（機甲偵察連隊）
    - 司令部中隊
      - 装甲偵察中隊×3（AMX-10RC装甲車）
      - 対戦車中隊（ミラン、HOT）
      - 支援中隊

  - 独軍第292猟兵大隊(Jägerbataillon 292) — （軽歩兵大隊）
    - 第1中隊（司令部・支援）
      - 第2～4中隊（軽歩兵）
      - 第5中隊（重火器：迫撃砲、BGM-71 TOW、20mm機関砲）
      - 第6中隊（訓練）
      - 第7中隊（予備）

  - 仏軍第1歩兵連隊 — （機械化歩兵連隊）
    - 司令部中隊
      - 歩兵中隊×3
      - 武器中隊（ERYX、ミラン、RTF1 120mm迫撃砲）
      - 支援中隊

  - 独軍第500装甲工兵中隊(Panzerpionierkompanie 500) — （機甲工兵中隊）
  - 独軍第295装甲砲兵大隊(Panzerartilleriebataillon 295) — （砲兵大隊）
    - 第1中隊（司令部・支援）
      - 第2～4中隊（砲兵：PzH2000 155mm自走榴弾砲）

  - 混成兵站大隊(フランス語：Bataillon de Commandement et de Soutien　ドイツ語：Deutsch-FranzösichesVersorgungsbataillon) — （兵站大隊）
    - 司令部中隊（混成）
      - 修理中隊（混成）
      - 補給中隊（混成）
      - 輸送中隊（ドイツ）
      - 管理支援中隊（フランス）